# Elena Likhovtseva
Elena Likhovtseva (Alma-Ata, 8 de setembro de 1975) é uma ex-tenista profissional russa nascida no Cazaquistão, tem como melhor posicionamento da WTA de N. 15 em simples. e 3° em duplas

## Grand Slam finais

### Duplas: 4 (0–4)
| Posição | Ano  | Campeonato          | Piso   | Parceira            | Oponentes                           | Placar        |
| Vice    | 2000 | US Open             | Duro   | Cara Black          | Julie Halard-Decugis Ai Sugiyama    | 6–0, 1–6, 6–1 |
| Vice    | 2004 | Aberto da Austrália | Duro   | Svetlana Kuznetsova | Virginia Ruano Pascual Paola Suárez | 6–4, 6–3      |
| Vice    | 2004 | Roland Garros       | Saibro | Svetlana Kuznetsova | Virginia Ruano Pascual Paola Suárez | 6–0, 6–3      |
| Vice    | 2004 | US Open             | Duro   | Svetlana Kuznetsova | Virginia Ruano Pascual Paola Suárez | 6–4, 7–5      |

### Duplas Mistas: 5 (2–3)
| Posição | Ano  | Campeonato          | Piso   | Parceio         | Oponentes                         | Placar   |
| Campeã  | 2002 | Wimbledon           | Grama  | Mahesh Bhupathi | Daniela Hantuchová Kevin Ullyett  | 6–2, 7–5 |
| Vice    | 2003 | Rolanga Garros      | Saibro | Mahesh Bhupathi | Lisa Raymond Mike Bryan           | 6–3, 6–4 |
| Vice    | 2006 | Aberto da Austrália | Duro   | Daniel Nestor   | Martina Hingis Mahesh Bhupathi    | 6–3, 6–3 |
| Vice    | 2006 | Roland Garros       | Saibro | Daniel Nestor   | Katarina Srebotnik Nenad Zimonjić | 6–3, 6–4 |
| Campeã  | 2007 | Aberto da Austrália | Hard   | Daniel Nestor   | Victoria Azarenka Max Mirnyi      | 6–4, 6–4 |